# ملعب سيرخيو ليون شافيز
ملعب سيرخيو ليون شافيز (بالإسبانية: Estadio Sergio León Chávez)‏ هو ملعب كرة قدم بمدينة ايرابواتو في المكسيك، وهو الملعب الرئيسي لنادي إيرابواتو. حيث تصل طاقة الملعب الاستيعابية إلى نحو 32,784 ألف متفرج. افتتح الملعب في 23 مارس 1969.
استضاف الملعب العديد من المنافسات منها كأس العالم لكرة القدم 1986.